# Kommunismens sorte bog
 Der er for få eller ingen kildehenvisninger i denne artikel, hvilket er et problem. Du kan hjælpe ved at angive troværdige kilder til de påstande, som fremføres i artiklen.

Kommunismens sorte bog: Forbrydelser, terror, undertrykkelse (fransk: Le Livre noir du communisme: Crimes, terreur, répression) er en bog skrevet af en række førende europæiske akademikere og forskere ved Centre National de la Recherche Scientifique, og redigeret af Stéphane Courtois. Bogen søger at opliste de forbrydelser, som blev begået af kommunistiske regimer, blandt andet folkedrab, etnisk rensning, tortur, terror og undertrykkelse. Bogens forfattere er Stéphane Courtois, Nicolas Werth, Karel Bartosek, Jean-Louis Panne, Jean-Louis Margolin og Andrzej Paczkowski. Den danske udgave, der udkom i 2002, har et forord af Per Stig Møller.

## Oversigt
Introduktionen, skrevet af Courtois, hævder at "kommunistregimer gjorde masseforbrydelser til et fuldstændigt styresæt". Bogen når frem til at 94.360.000 mennesker døde som følge af kommunismen, deraf 20 millioner i Sovjetunionen, 65 millioner i Folkerepublikken Kina, 1 million i Vietnam, 2 millioner i Nordkorea, 2 millioner i Cambodja, 1 million i kommuniststaterne i Østeuropa, 150.000 i Latinamerika, 1,7 millioner i Afrika, 1,5 millioner i Afghanistan og 10.000 dødsfald som følge af internationale kommunistiske bevægelser og ikke-regerende kommunistpartiers aktiviteter.
Anslagene i bogen er forholdsvis moderate; andre har ment at antallet af ofre var højere. I bogen Mao : The Unknown Story hævdes det blandt andet, at mellem 70 og 75 millioner kinesere døde som følge af Maos styre. Særlig fra kommunistisk hold bliver anslagene bestridt og bogen kraftigt angrebet.
Bogen blev brugt som hovedkilde for kommunismens forbrydelser i forbindelse med det resolutionsforslag, der blev til Europarådets resolution 1481 fra 2006 med titlen Need for international condemnation of crimes of totalitarian communist regimes.

## Kritik
Halvdelen af forfatterne – Nicolas Werth, Jean-Louis Margolin og Karel Bartosek — har protesteret offentligt over det endelige værk. De kritiserer Stéphane Courtois for sammenblandinger og metodeproblemer i det indledende kapitel, særlig i et forsøg på at assilimere nazisme og kommunisme, men også i beregningen af antallet af ofre, som ikke dokumenteres.[kilde mangler] Dette er bl.a. sket via en avisartikel i Le Monde skrevet af Margolin og Werth.